# 共工氏
共工，又稱共工氏，又名康回。為中國古代神話中的帝王，也被當成水神。《列子·湯問》：“共工氏與顓頊爭為帝，怒而觸不周之山，折天柱，絕地維，故天傾西北，日月星辰就焉；地不滿東南，故百川水潦歸焉。”另外還有一種說法，共工氏是軒轅裔黃帝王朝時代的部落名，把共工與驩兜、三苗、鯀列入四罪。

## 文獻記載
據《左傳》，前525年，郯子訪問魯國時，列舉古代帝王。共工氏為水師，以水來作為官名，在炎帝氏之後，大皞氏之前。
《山海經》記載，共工為炎帝之後，為祝融之子。

## 共工怒觸不周山
水神共工，是炎帝玄孫祝融的兒子。他人臉、蛇身、紅髮，駕黑龍，管理和控制著佔大地面積十分之七的海洋、江河、湖澤。顓頊繼黃帝登上帝位後，施行絕天地通的治理方略，搞得眾神沒有一點自由，地上的人們也怨聲載道。共工起而造反，向顓頊宣戰。雙方大戰於不周山。這不周山乃是當年女媧補天斬龜腿所立的四根天柱之一。沒日沒夜地廝殺了十幾天後，共工之軍漸漸不支。共工此時已殺紅了眼睛，他怒吼一聲，一頭向不周山撞去。只聽得天崩地裂的一聲巨響，不周山折斷了！ 頃刻之間，西北邊的天空因失去支撐而傾斜下來，日月星辰迅速地向著西方滑落，同時，東南的地表也因巨大的震動而塌陷下去，百川之水順勢向東南奔流，宇宙從此改觀，形成了日月星辰運行的軌道和百川歸海的地勢。

## 共工发动洪水
《淮南子·本经篇》中记载，帝舜之时，先前被流放的共工再度復出，“振滔洪水，以薄空桑”，给原始初民带来了一场大灾难。负责治水的部落首领禹为了消除水害的根源，率领黄帝系的部落成员与共工展开了一场激战，《山海经·大荒西经》中提到“有禹攻共工国山”，很可能就与这场大战有关。《荀子·成相篇》中说：“禹有功，抑下鸿，为民除害逐共工”，这也进一步印证了共工发动洪水与禹逐共工的神话传说。《淮南子》記載：「昔者，共工与颛顼争为帝，怒而触不周之山，天柱折，地维绝。天倾西北，故日月星辰移焉；地不满东南，故水潦尘埃归焉。」
最後共工戰敗，被放逐於幽州的龚城（共城）。因此《尚书·舜典》说：“流共工于幽州，放驩兜于崇山，窜三苗于三危，殛鲧于羽山，四罪而天下咸服。”《括地志》亦说：“故龚城在檀州燕乐县界，故老传云舜流共工幽州，居此城。”清人顾炎武作《昌平山水记》稱，“其城仍在，亦曰共城，在密云县东北五十里。”

## 共工之臣相柳
传说中有一个九头蛇身的怪物名叫相柳，是共工的臣子。它贪婪无厌，所经过的地方会陷为沼泽，而且这些沼泽中的水不是辛辣便是苦涩，成为人畜无法生存的荒地。禹在治理洪水、驱逐共工的同时也斩杀了相柳，结果相柳之血腥臭无比，被它渍过的土地不生五谷，又低洼潮湿；禹用土壤填塞这些土地，三次填塞而三次塌陷。最后禹只能把这块土地辟作池塘，建造众天帝的神坛，以镇压妖魔。

## 死亡
元雜劇《西遊記》戲文，寫道：“(灌口二郎同行者上，云)不周山破戮天吳，曾把共工試太阿。誰數有窮能射日？某高擔五岳逐金烏。小聖灌口二郎神是也，奉觀世音法旨，救唐僧走一遭。唱”
其「曾把共工試太阿」意旨為二郎神以太阿寶劍斬殺共工，是古籍中少有描寫共工戰敗身亡的內容。

## 水神
共工死后，人们奉他为“水师”（司水利之神），他的儿子句龍后土也被人们奉为社神（即土地神）。虽然共工残暴而作恶多端，但由于他的神力和他与初民生活的密切联系，他始终受到人们的敬畏。《山海经》中记载有“共工之台，射者不敢北乡（向）”，就表达了这种原始的敬畏。

## 相关文艺作品

### 电子游戏
- 《軒轅劍外傳 穹之扉》：在该游戏中，相柳自称自己千年前便知共工已经因恋爱而失去以往的豪情壮志，只是抱着小儿女的可笑心愿，根本不配统领妖族。但由于妖族中人只推崇共工，所以他千百年来忍气吞声，先假意复活共工，再暗杀以取代之，让自己率妖族一统天下，可在三界扬眉吐气，无须再屈居人下，让天帝也要听从妖族号令。让人间、天界都奉妖族为王。[4]

## 纪念
2020年，矮行星2007 OR10被命名为“共工星”（225088 Gonggong）。

## 相關
- 姜姓
- 炎帝
- 不周山
- 句龍